# Wolfram Adalbert Scheffler
Wolfram Adalbert Scheffler (* 7. August 1956 in Chemnitz) ist ein deutscher Künstler (Maler, Zeichner).
Wolfram Adalbert Scheffler begann 1980 ein Studium an der Hochschule für Graphik und Buchkunst Leipzig, welches er im selben Jahr abbrach. 
1981 wurde er Mitglied im Verband Bildender Künstler und ist seitdem freischaffend tätig. 1983 bis 1986 lebte und
arbeitete er in Berlin und Leipzig.
Scheffler gilt als Einzelgänger, als „Exterritorialer“ mit Hang zu anarchischer, Anpassung verweigernder Lebenshaltung.
Er hatte in den frühen achtziger Jahren mit seiner künstlerischen Arbeit und Haltung großen Einfluss sowohl auf seine als auch auf eine jüngere Künstlergeneration in der DDR, die er 1986 verließ. Er übersiedelte nach West-Berlin.
Fortan waren Paris, Amsterdam und Biel Stationen. Er lebt und arbeitet in Berlin und Dresden.
2007 erhielt er den Hans-Theo-Richter-Preis der Sächsischen Akademie der Künste Dresden.
2009/2010 ist er an der vom Los Angeles County Museum of Art organisierten Ausstellung „Kunst und kalter Krieg, Deutsche Positionen 1945 bis 1989“ beteiligt, deren weitere Stationen das Germanische Nationalmuseum in Nürnberg und das Deutsche Historische Museum in Berlin sind.
Von 2012 bis 2023 war Scheffler Professor an der Hochschule für Bildende Künste in Dresden.